# Thongchai McIntyre
Thongchai McIntyre (ธงไชย แมคอินไตย์), sinh ngày 8 tháng 12 năm 1958, là một ca sĩ, nhạc sĩ, diễn viên người Thái Lan. Hay còn được biết đến với tên Bird Thongchai, Phi Bird (Anh cả Bird) hay Bird.

## Tiểu sử
Năm 1958, Thongchai McIntyre được sinh ra tại một trong những khu ổ chuột bên trong Bangkok với cha mẹ là Udom và James McIntyre. Tên khai sinh của ông là Albert McIntyre với biệt danh "Bird". Ông sinh ra là đứa con út trong số 9 anh chị em. Do cuộc sống thời thơ ấu trong khu ổ chuột đã không cho ông có điều kiện như đứa trẻ bình thường, do đó ông đã phải đi lao động để bổ sung thu nhập cho gia đình. Khi còn nhỏ, đôi khi ông dạy tiếng Anh cho những đứa trẻ khác trong khu ổ chuột để đổi lấy 5 đến 10 baht. Tuy vậy, bù lại ông được lớn lên trong một gia đình yêu âm nhạc, qua đó Bird rất thích hát và nhảy. Sân khấu trường là nơi đầu tiên mà ông tập luyện. Cha ông đã qua đời khi Bird vẫn còn là một đứa trẻ, Sau đó, ông bắt đầu làm công việc cán bộ ngân hàng.

## Danh sách đĩa nhạc

### Album và Đĩa đơn
| Year | Album Name                                             | Special albums                                         | Concert                                                                            |
| ---- | ------------------------------------------------------ | ------------------------------------------------------ | ---------------------------------------------------------------------------------- |
| 1986 | Hard-Sai Sai-Lom Song-Rao (Beach, Wind, and two of us) | -                                                      | Sudchevit Thongchai (All of Life "Thongchai") / Babb Bird Bird Show No. 1          |
| 1987 | Sabai-Sabai (easy-easy)                                | –                                                      | Babb Bird Bird Show No. 2 (Another)                                                |
| 1987 | Rub-Kwun-Wan-Mai (Blessing for a new day)              | –                                                      | –                                                                                  |

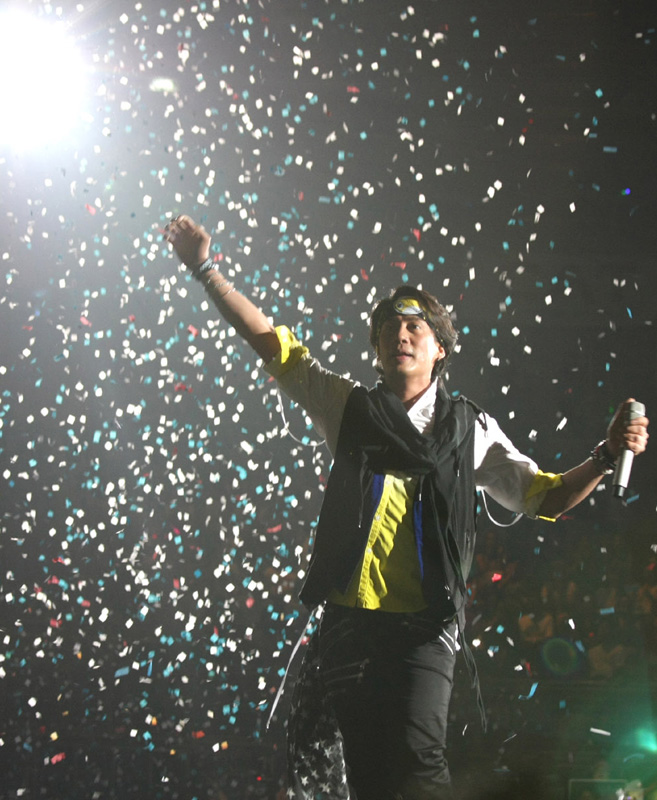
Thongchai trong buổi hòa nhạc

| 1988 | Sor-Kor-Sor (Greeting Card)                            | Thongchai 2501                                         | Soup with no Bean sprouts concert / Bird-perd-sa-card                              |
| 1989 | -                                                      | –                                                      | Babb Bird Bird Show No. 3 (Fly to herizon)                                         |
| 1990 | Boomerang                                              | –                                                      | Concert Boomerang man / Babb Bird Bird Show No. 4 (It's in the Boomerang man hand) |
| 1991 | Prik-Kee-Noo (Bird Chilli)                             | –                                                      | Babb Bird Bird Show No. 5 (Happies and our memories never end)                     |
| 1992 | –                                                      | –                                                      | –                                                                                  |
| 1993 | –                                                      | –                                                      | –                                                                                  |
| 1994 | Tor-Thong (The Flag)                                   | Wan-Nee Tee Ror-Koy (TV drama Soundtrack)              | TorThong and Torther (that you)/Babb Bird Bird Show No. 6 (Dream & Reality)        |
| 1995 | Dream                                                  | Kon-nok-kab-Dok-Mai (Feather & Flowers)                | Dream concert                                                                      |
| 1996 | –                                                      | –                                                      | Feather & Flowers concert                                                          |
| 1997 | –                                                      | Niramit (TV drama soundtrack)                          | Green concert no.3 Singing Bird                                                    |
| 1998 | Thongchai Service                                      | Thongchai Special Service                              | Concert Thongchai service / Concert Thongchai special service                      |
| 1999 | Tu-Pleng Saman Prajam Barn (The Everyhouse Jukebox)    | –                                                      | Babb Bird Bird Show No. 7 (Aroka)                                                  |
| 2000 | –                                                      | 100 Pleng Rak Mai Roo Job (100 everlasting love songs) | –                                                                                  |
| 2001 | Thongchai Smile club                                   | Bird Love Beat 1 & 2                                   | Smile club concert                                                                 |
| 2002 | Chud Rab Kaek (Welcome, Guests!)                       | –                                                      | Concert For Fans by Thongchai McIntyre                                             |
| 2003 | –                                                      | –                                                      | Babb Bird Bird Show No. 8 (TOGETHER)                                               |
| 2004 | –                                                      | Bird-Sek with Sek Loso                                 | Bird-Sek concert                                                                   |
| 2005 | Bird Volume 1                                          | –                                                      | Volume 1 concet Oh la nor My Love                                                  |
| 2006 | Thongchai Village                                      | Bird Perd Floor                                        | Concert Bird Perd Floor                                                            |
| 2007 | Simply Bird                                            | -                                                      | –                                                                                  |
| 2008 | -                                                      | -                                                      | Babb Bird Bird Show No. 9 MAGIC MEMORIES                                           |
| 2009 | –                                                      | –                                                      | Fancy fans zone concert                                                            |
| 2010 | Bird Asa sanook                                        | –                                                      | –                                                                                  |
| 2011 | -                                                      | –                                                      | Bird Asa sanook concert                                                            |
| 2012 | –                                                      | Secret garden                                          | Babb Bird Bird Show No. 10 (Our day is still)                                      |
| 2013 | –                                                      | –                                                      | Feather & Flowers Secret garden                                                    |
| 2014 | –                                                      | Kolkimono (TV drama soundtrack)                        | -                                                                                  |
| 2015 |                                                        | –                                                      | Feather & Flowers The Original Returns                                             |
| 2016 | –                                                      | –                                                      | Romwong THONGCHAI concert                                                          |
| 2017 | -                                                      | –                                                      | –                                                                                  |
| 2018 | Bird mini marathon                                     | –                                                      | Babb Bird Bird Show No. 11 "DREAM JOURNEY"                                         |
| 2019 | –                                                      | –                                                      | SINGING BIRD CONCERT BY REQUEST                                                    |

## Phim truyền hình
- Numtarn Maai (น้ำตาลไหม้)
- Mongkut Fang (มงกุฏฟาง)

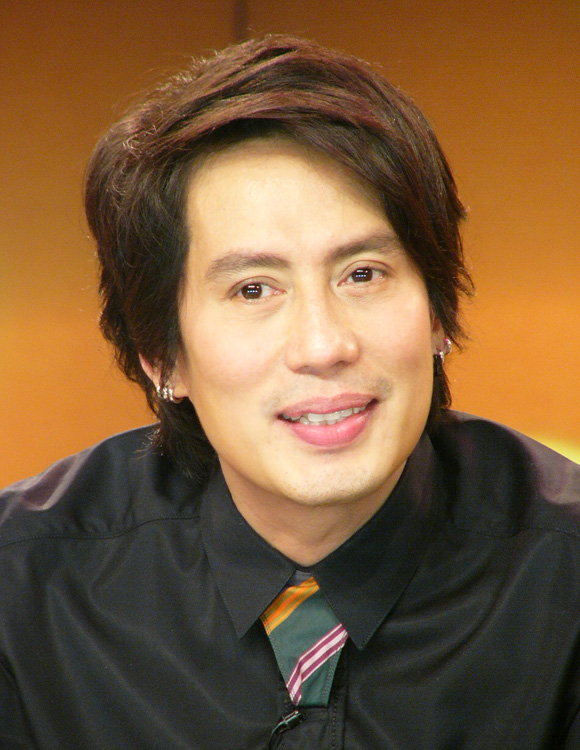
Bird Thongchai McIntyre

- Tayaat khun pooying (ทายาทท่านผู้หญิง)
- Ruk nai sai mok (รักในสายหมอก)
- Muer ruk rao (เมื่อรักร้าว)
- Kamin kup poon (ขมิ้นกับปูน)
- Wong wean hua jai (วงเวียนหัวใจ)
- Baan soi dao (บ้านสอยดาว)
- Plub pleung see chompoo (พลับพลึงสีชมพู)
- Duang fai yai mai song chan (ดวงไฟไยไม่ส่องฉัน)
- Neu Nang (เนื้อนาง)
- Khu Kam (คู่กรรม) as Kobori
- Wan née tee ror koy (วันนี้ที่รอคอย)
- Niramit (นิรมิต)
- Kuam song jum mai hua jai duem (ความทรงจำใหม่ หัวใจเดิม)
- Kol Kimono (กลกิโมโน)

## Giải thưởng
| The best of Thongchai | |
| --- | --- |
| *1984 Siam-Kollakarn Contest: The Best Singer Thai Music for See Wit Lakorn and Chud Hmay Play Tang, The Special from Dr. Thaworn Pornprapa | *1986 Mekala: The Best Man Presenters                                                                  |
| *1987 The office of national young people or Sor Yor Chor: The Best Artist)                                                                 | *1990 Coke Music Award: The album was a success for Boomerang                                          |
| 1991 | |
| * Mekala: The Best Man Actor for Sunset at Chaopraya (TV Lakorn)                                                                            | * TV Golden: The Best Man Actor for Sunset at Chaopraya (TV Lakorn)                                    |
| * MTV Asian Viewer's Choice Award | * NCSWT: The Outstanding child                                                                         |
| 1993 | |
| * 1993 Vote Award: The Best Man Actor for Wannee Tee Raw-Koy (TV Lakorn)                                                                    | *1994 TV Golden: The Best Man Actor for Wannee Tee Raw-Koy (TV Lakorn)                                 |
| *1995 Saraswati: The Best Man Actor for Sunset at Chaopraya (Movie)                                                                         | * 1995 Saraswati: The Best Movie music for Thoe Khon Diaw (Music)                                      |
| *1995 Vote Award: The Popular Man Actor for Sunset at Chaopraya                                                                             | * 1996 Billboard Viewer's Choice Award first in Asia                                                   |
| * 1997 Ganesha Golden: The Special Creative Music for Ton Mai Khong Por                                                                     | |
| 2002 | |
| * 2002 Seesun Award: The Best Song for Lao Su Kan Fang                                                                                      | *Top Awards: The Best Singer (2002)                                                                    |
| * 2002 Top Awards: The Best Singer for Lao Su Kan Fang                                                                                      | * 2002 Channel [V] Thailand Music Video Awards: The Popular Man Artist Music video for Lao Su Kan Fang |
| 2003 | |
| *Top Awards: The Best Singer (2003) | |
| *Channel [V] Thailand Music Video Awards: The Best Music video for Fan Ja (2003)                                                            | *Channel [V] Thailand Music Video Awards: The Popular Artist (2003)                                    |
| *Diamond Siam: The Sampler for Promotion of Thai arts and culture (2003)                                                                    | *MTV Asia Awards: The Favorite Artist Thailand (2004)                                                  |
| *Top Awards: The Best Singer (2004) | *Top Awards: The Best Singer (2005)                                                                    |
| *Annual Chalermthai Awards: The Thai Artist of the year (2005)                                                                              | *Oops! awards: The Popular Man Singer (2005)                                                           |
| 2006 | |
| *MTV Asia Awards: The Inspiration Award (2006)                                                                                              | *Channel [V] Thailand Music Video Awards: The Popular Music video for My love (2006)                   |
| *Channel [V] Thailand Music Video Awards: The Popular Artist (2006)                                                                         | *Virgin Hitz Awards: The Achievement Awards (2006)                                                     |
| *FAT award: The Best Music video of the year for My love (2006)                                                                             | *Sor Nor Chor: The Popular Man Artist of the year (2006)                                               |
| 2007 | |
| *Top Awards: The Best Singer (2007) | *Star Entertainment Awards: The Popular Man Singer (2007)                                              |
| *In Young Generation Choice: The Long man acting actor of the year (2007)                                                                   | *TVPool Star Party Award: The Artist in heart (2007)                                                   |
| *Seed AWARDS: The Popular Man Artist (2007)                                                                                                 | *Seed of the month awards: The Popular Man Artist for November (2007)                                  |
| 2008 | |
| *Ministry of Culture: The Gratitude (2007)                                                                                                  | *Top Awards: The Best Singer (2008)                                                                    |
| *Seesun Award: The Best Song for Nam Ta (2008)                                                                                              | *Star Entertainment Awards: The Best Man Singer (2008)                                                 |
| *Nine Entertain Awards: The Man Singer of the year (2008)                                                                                   | *In Young Generation Choice: The Long man acting actor of the year (2008)                              |
| *TVPool Star Party Award: The Popular singer for people (2008)                                                                              | *Seed AWARDS: The Quality artists (2008)                                                               |
| *Pet Nai Plang: The Outstanding singing in the Thai language for Me Tea Kid Thung (2008)                                                    | |
| 2009 | |
| *Channel [V] Thailand Music Video Awards: The Thai invention for Babb Bird Bird Show Concert (2009)                                         | |
| *Annual Chalermthai Awards: The Song of Thai Film of the Year for Chadaimailumkan (2009)                                                    | *In Young Generation Choice: The Long man acting actor of the year (2009)                              |
| *TVPool Star Party Award: The Popular singer for Superstar (2009)                                                                           | *Pet Nai Plang: The Outstanding singing in the Thai language for Pai Thew Kan (2009)                   |
| *TV INSIDE HOT AWARDS: The King of Hot (2009)                                                                                               | |
| 2010 | |
| *Prakaipet: The Outstanding Thai Artist (2010)                                                                                              | *Thailand National Film Association Awards: The Best Movie Music for Chadaimailumkan (2010)            |
| 2011 | |
| *Channel [V] Thailand Music Video Awards: The Popular Music video for Too Much so Much Very Much (2011)                                     | *Seed AWARDS: The Inspirational artist (2011)                                                          |
| *Ministry of Culture: The Virtuous artist promotes Buddhism of Thailand (2011)                                                              | *SiamDara Star awards: The Popular Thai singers (2011)                                                 |
| *Bang Awards: The Dead dance music for Too Much so Much Very Much (2011)                                                                    | *Intensive Watch: The Popular Song for Yatamyangnee Maiwakapkai Kawjaimai (2011)                       |
| *Gmember Awards: The most beloved artist (2011)                                                                                             | *Top Awards: The Best Singer (2011)                                                                    |
| 2012 | |
| *TVPool Star Party Award: The Popular for people (2012)                                                                                     | *Pet Nai Plang: The Outstanding singing in the Thai language for Tam Roi Pra Racha (2012)              |
| *SiamDara Star awards: The Popular Thai singers (2012)                                                                                      | *SiamDara Star awards: The Siam Dara Star for People (2012)                                            |
| *Gmember Awards: The most beloved artist (2012)                                                                                             | *MThai Top Talk-About: The most talked-about singer (2012)                                             |
| *Shining star: The Successful artists and social activities (2012)                                                                          | *Office of the Secretary of the Supreme Patriarch: The benefit of Buddhism (2012)                      |
| *Tara Award: People with a Bodhisattva Heart, which is beneficial to society (2012)                                                         | *TV Golden: Best voice cartoon actor Bird: The Flying With Byrd (2012)                                 |
| 2013 | |
| *SiamDara Star awards: The Superstar Forever (2013)                                                                                         | *Shining star: The Successful artists and social activities (2013)                                     |
| *Kinnara: Good people think good society Follow the Royal footprint (2013)                                                                  | *Daradaily Award: The Best Person (2013)                                                               |
| *9 people prototype Steps to the king project: The Best singer (2013)                                                                       | *CROW Awards: The Best singer (2013)                                                                   |
| 2014 | |
| *TVPool Star Party Award: The Popular for people (2013)                                                                                     | *Shining star: The Successful artists and social activities (2014)                                     |
| *Japan Tourism Award: The special award for People who play an important role To travel to Japan (2014)                                     | *SiamDara Star awards: The Star Idol (2014)                                                            |
| *GMM Digital Domain: Top Load via *123 for Kon Pea Timaimee Namta (2015)                                                                    | *KPN Award: The Lifetime Achievement Award (2016)                                                      |
| 2018 | |
| Joox Icon Award from JOOX Thailand Music Awards 2018                                                                                        | |